# Fenioux (rivière)
Pour les articles homonymes, voir Fenioux.
Le Fenioux est un cours d'eau français du département des Deux-Sèvres en région Nouvelle-Aquitaine et un affluent du Saumort, donc un sous-affluent de la Sèvre niortaise par l'Autise et le canal de Vix.

## Géographie
De 12,6 km de longueur, le Fenioux est un ruisseau passant par la commune de Fenioux dans les Deux-Sèvres.

## Écologie
Elle fut polluée au début du mois d'octobre 2010 par une mauvaise manipulation d'un camion contenant 20 tonnes d'hydrocarbures. Mais elle fut dépolluée le plus rapidement possible.
Elle est classée Natura 2000.